# Rio Boacica
Rio Boacica är ett vattendrag i Brasilien.   Det ligger i delstaten Alagoas, i den östra delen av landet, 1 400 km nordost om huvudstaden Brasília.
Omgivningarna runt Rio Boacica är en mosaik av jordbruksmark och naturlig växtlighet. Runt Rio Boacica är det ganska tätbefolkat, med 86 invånare per kvadratkilometer.